# Мюррей, Джеймс (лексикограф)
Сэр Джеймс Ога́стес Ге́нри Мю́ррей (англ. James Augustus Henry Murray; 7 февраля 1837, Денхолм (южная Шотландия) — 26 июля 1915, Оксфорд) — британский лексикограф, филолог и лингвист. Редактор «Нового словаря английского языка» (впоследствии получившего известность под названием «Оксфордский словарь английского языка»). В 1908 году ему был присвоен рыцарский титул.

## Биография
Родился в шотландской деревне Денхольм рядом с Хоиком в семье торговца. Среди его потомков — Освин Мюррей. Вынужден был оставить школу в 14 лет, потому что его семья не могла позволить себе оплату учёбы в частной школе. В 17 лет стал преподавать в начальной школе Хоика.
В молодости Мюррей работал учителем и банковским клерком, но всегда проявлял большой интерес к другим областям, в частности, филологии. Его членство в Британском филологическом обществе и его книга о шотландских диалектах, опубликованная в 1868 году, позволили ему установить много важных научных контактов.
В 1861 году познакомился со своей будущей женой Мэгги Скотт. Через два года у них родилась дочь, которая вскоре умерла от туберкулёза. Туберкулёзом заболела и Мэгги, и по совету врачей супруги переехали в Лондон, подальше от суровых шотландских зим. В Лондоне он устроился управляющим в «Банк Индии-Австралии и Китая». В свободное время занимался изучением иностранных языков и этимологией.

## Работа надОксфордским словарём

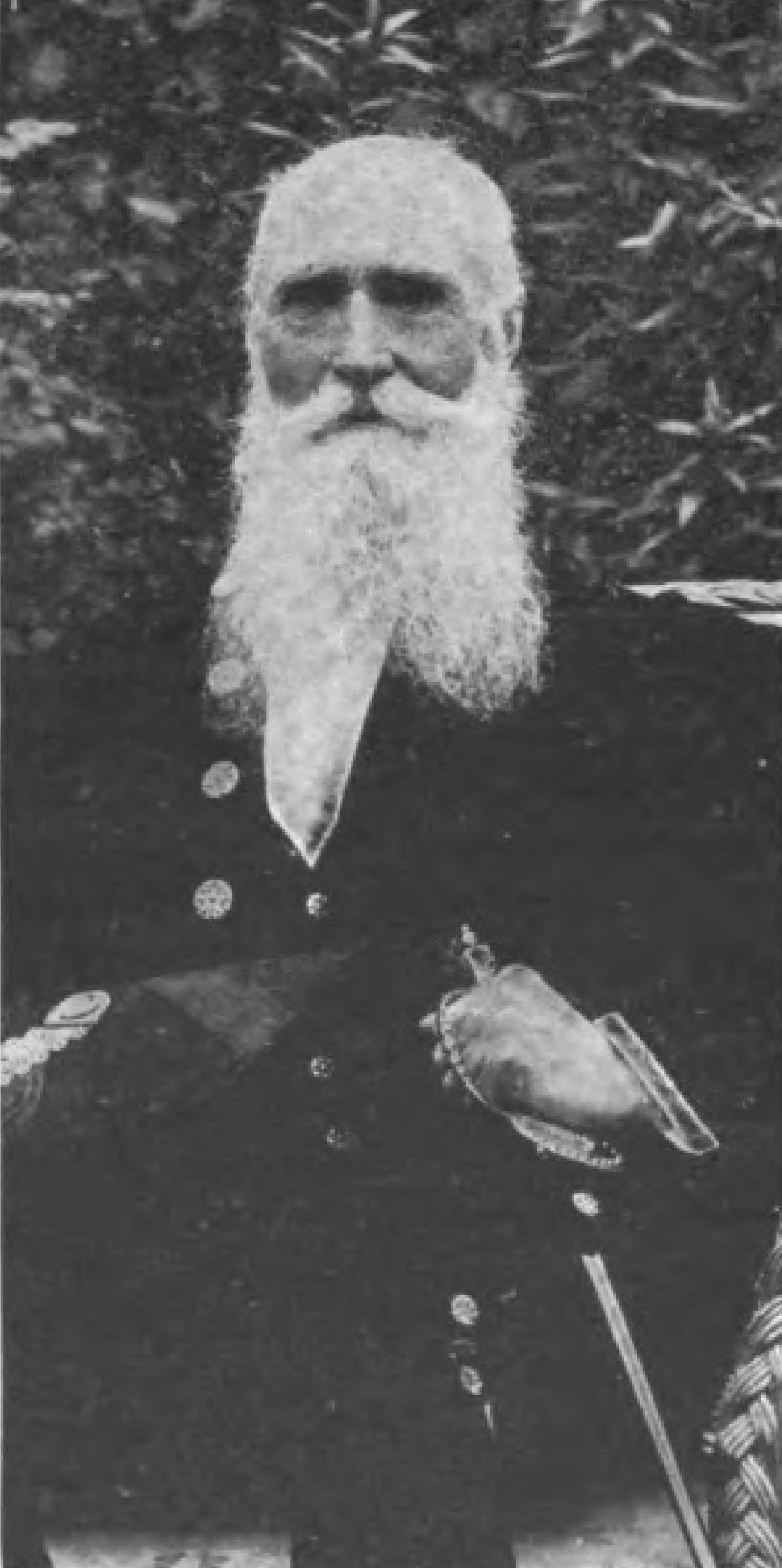

В 1879 году издательство Oxford University Press пригласило его отредактировать новый словарь английского языка, предложенный Филологическим обществом. Несмотря на некоторые первоначальные разногласия между Мюрреем и издательством по поводу редакционных правил, Мюррей вскоре согласился начать официальную работу над проектом.
Мюррей инициировал строительство специально сконструированного рабочего помещения из профилированного металлического листа под названием «Скрипториум», в котором хранились две тонны цитат из источников, собранных Филологическим обществом, и где работали он и его помощники. Найдя некоторые ошибки и упущения в материалах Общества, он создал «программу чтения», в рамках которой он собрал ещё больше цитат для словаря. Программа чтения, похожая на программу Мюррея, до сих пор используется сегодня как основной метод сбора материала для пересмотра словаря.
В течение многих лет между Мюрреем и делегатами Издательства Оксфордского университета постоянно возникали споры и противостояния. В какой-то момент Мюррей был близок к выходу из проекта. Несмотря на проблемы, Мюррей продолжал работать над словарём до самой смерти. Его вклад в развитие словаря поразителен. Он установил стандарты и оригинальную модель для работы и лично отредактировал половину первого издания.

## Смерть и похороны
Джеймс Мюррей скончался 26 июля 1915 года в возрасте 78 лет от прогрессирующего плеврита. Перед смертью он попросил, чтобы его похоронили в Оксфорде рядом с могилой его лучшего друга — Джеймса Легга.

## В массовой культуре
В фильме 2019 года «Игры разумов» роль Мюррея исполнил Мел Гибсон.